# HMS Oakley (L98)
Pour les autres navires du même nom, voir HMS Oakley.
Le HMS Oakley (pennant number L98) est un destroyer d'escorte de classe Hunt de type II construit pour la Royal Navy pendant la Seconde Guerre mondiale.

## Construction
Le Oakley est commandé le 20 décembre 1939 dans le cadre du programme d'urgence de la guerre de 1939 pour le chantier naval de Yarrow Shipbuilders de Scotstoun en Ecosse. La pose de la quille est effectuée le 19 août 1940 sous le numéro 1853 et doit être nommé Tickham. Mais il est renommé après le transfert de son navire jumeau Oakley  (L72) à la Marine polonaise sous le nom de ORP Kujawiak (L72), il est lancé le 15 janvier 1942 sous le nom de Oakley (L98) et mis en service le 17 mai 1942.
Il a été parrainé par la communauté civile de Leighton Buzzard dans le Bedfordshire pendant la campagne nationale du Warship Week (semaine des navires de guerre) en mars 1942.
Les navires de classe Hunt sont censés répondre au besoin de la Royal Navy d'avoir un grand nombre de petits navires de type destroyer capables à la fois d'escorter des convois et d'opérer avec la flotte. Les Huntde type II se distinguent des navires précédents type I par une largeur (Maître-bau) accrue afin d'améliorer la stabilité et de transporter l'armement initialement prévu pour ces navires.
Le Hunt type II mesure 80,54 m de longueur entre perpendiculaires et 85,34 m de longueur hors-tout. Le Maître-bau du navire mesure 9,60 m et le tirant d'eau est de 3,51 m. Le déplacement est de 1070 t standard et de 1510 t à pleine charge.
Deux chaudières Admiralty produisant de la vapeur à 2100 kPa et à 327 °C alimentent des turbines à vapeur à engrenages simples Parsons qui entraînent deux arbres d'hélices, générant 19 000 chevaux (14 000 kW) à 380 tr/min. Cela donné une vitesse de 27 nœuds (50 km/h) au navire. 281 t de carburant sont transportés, ce qui donne un rayon d'action nominale de 2 560 milles marins (4 740 km) (bien qu'en service, son rayon d'action tombe à 1 550 milles marins (2 870 km)).
L'armement principal du navire est de six canons de 4 pouces QF Mk XVI (102 mm) à double usage (anti-navire et anti-aérien) sur trois supports doubles, avec un support avant et deux arrière. Un armement antiaérien rapproché supplémentaire est fourni par une monture avec des canons quadruple de 2 livres "pom-pom" MK.VII et deux  canons Oerlikon de 20 mm Mk. III montés dans les ailes du pont. Les montures jumelles motorisées d'Oerlikon sont remplacées par des Oerlikons simples au cours de la guerre. Jusqu'à 110 charges de profondeur pouvaient être transportées,. Le navire a un effectif de 168 officiers et hommes,.

## Histoire

### Seconde guerre mondiale

#### Service dans la Royal Navy
Après avoir rectifié les défauts découverts lors des essais en mer du navire, le Oakley navigue pour Scapa Flow dans les Orcades le 22 juin 1942 et participe à l'escorte d'une opération de pose de mines et à une opération de diversion destinée à distraire les attaques allemandes du convoi arctique PQ17. Après l'achèvement de ces opérations, le Oakley complète le travail de son équipage, devenant une partie du Commandement des Orcades et des Shetland, où ses fonctions principales consistent à escorter des convois vers et depuis les îles Féroé. En septembre 1942, la Royal Navy fait naviguer le prochain convoi de ravitaillement majeur vers l'Union soviétique, le convoi PQ18, et le Oakley fut de nouveau impliqué dans les opérations de soutien du convoi. Il a été décidé de mettre en place une base de ravitaillement temporaire pour les escortes du convoi à Lowe Sound dans le Spitzberg, avec le Oakley partie de l'escorte pour les pétroliers qui ont effectué ces opérations de ravitaillement,. Le 17 novembre 1942, le convoi QP 15 (en) quitte Arkhangelsk dans le nord de la Russie, avec le Oakley rejoignant l'escorte du convoi lié au Loch Ewe le 23 novembre, qui a été fortement perturbé par les tempêtes, jusqu'à ce qu'il atteigne l'Écosse.
Au début de 1943, le Oakley est affecté au service en Méditerranée et navigue dans le cadre de l'escorte du convoi KMF9à destination d'Alger , atteignant Oran en Algérie le 16 février, où il rejoint la 59e Division de destructeurs,. Les tâches normales de l'Oakley avec la 59e division consistent en des escortes de convois et des tâches de patrouille en Méditerranée occidentale et centrale. Fin avril 1943, les armées alliées se rapprochent des troupes allemandes et italiennes en Tunisie, et le 8 mai, l'amiral Cunningham, commandant de la British Mediterranean Fleet (flotte britannique de la Méditerranée), ordonne l'opération Retribution, un blocus des ports tunisiens par les forces navales et aériennes alliées pour arrêter toute évacuation des troupes de l'Axe vers la Sicile, avec 18 destroyers, dont le Oakley , faisant partie de la force de blocage,. Le 9 mai, le Oakley et son navire jumeau Bicester opèrent au large du cap Bon lorsque, dans un cas d'identité erronée, les deux destroyers sont attaqués par 18 avions de chasse Spitfire, le Bicester subissant des dommages importants,.
Le 8 juillet 1943, le Oakley part de Sfax en Tunisie dans le cadre de l'escorte d'un convoi de 26 navires transportant des troupes de la 51st (Highland) Division dans le cadre de l'invasion alliée de la Sicile. Le convoi a atteint sa plage d'assaut désignée "Bark South", près de Cap Passero, dans le côté sud-est de la Sicile, le 10 juillet, avec le Oakley bombardant les défenses italiennes lors du débarquement avant de reprendre le devoir d'escorter les transports entre les ports africains et l'invasion des plages,,. Le Oakley continue ses tâches d'escorte en Méditerranée la majeure partie du reste de l'année, mais le 12 décembre, le Oakley heurte une épave submergée à l'entrée du port de Tarente, endommageant gravement la coque et les hélices du navire.
Le Oakley est en réparation à Tarente jusqu'en avril 1944, puis navigue à Malte où il subit un radoub, rejoignant la 59e division de destroyers à Malte en juin. En août 1944, le Oakley participe à l'opération Dragoon, l'invasion alliée du sud de la France, en continuant d'escorter des convois soutenant l'invasion jusqu'en septembre 1944, date à laquelle il retourne dans la 59e division. En octobre 1944, le Oakley participe à l'opération Manna, au retour des Britanniques et des forces du gouvernement grec en exil après le retrait allemand de la Grèce, soutenant les opérations de déminage et la réoccupation d'Athènes,.
En janvier 1945, la menace navale en Méditerranée s'est considérablement réduite, le Oakley retourne au Royaume-Uni, rejoignant la 21e Flottille de destructeurs basée à Sheerness pour des fonctions d'escorte et de patrouille sur la côte est de l'Angleterre avant d'entrer en radoub à Portsmouth en mars de la même année,. En avril, le Oakley est affecté à la East Indies Fleet (flotte des Indes orientales), et se rend à Tarente pour terminer le radoub. Le radoub se poursuit jusqu'en septembre 1945, le Oakley retournant dans les eaux britanniques en octobre,.

### Après-guerre

#### Service dans la marine ouest-allemande

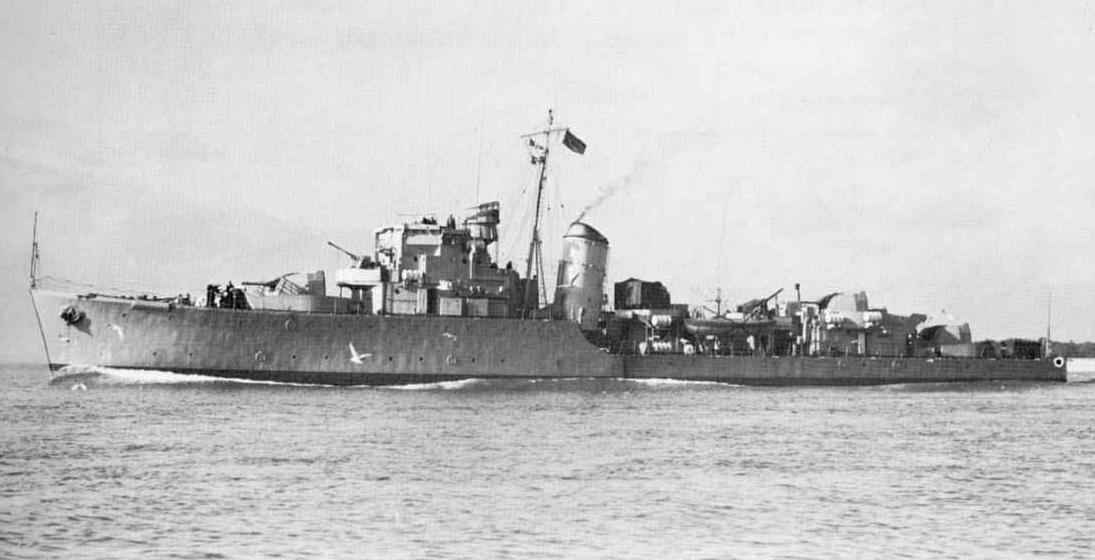
Le Gneisenau avant la reconstruction avec un nouvel armement

Le Oakley entre dans la réserve de catégorie B (pour les navires qui sont conservés pour un service futur) à Portsmouth en décembre 1945. Il subit un radoub en 1947, mais reste en réserve jusqu'en 1957 et est transféré à la marine ouest-allemande.
En mai 1956, le Oakley est l'un des sept navires sélectionnés pour être transférés à la nouvelle marine ouest-allemande pour être utilisés comme navires d'entraînement, les sept navires (l'Oakley, deux destroyers Hunt Type II et quatre destroyers classe Black Swan) sont désignés comme des frégates Type 138 de l'Allemagne de l'Ouest malgré leur nature différente. Le Oakley est acheté par l'Allemagne le 11 novembre 1957 et réaménagé à Harland and Wolff dans leur chantier de Liverpool avant d'être repris le 2 octobre 1958. Il est renommé sous le nom de Gneisenau (avec le numéro de fanion F212) à Bremerhaven le 18 octobre 1958, servant dans le cadre de la Naval Gunnery School avec le Scharnhost (ex-Mermaid). Les premiers changements comprennent l'ajustement de stabilisateurs, d'un nouveau radar et d'un entonnoir de capot, avec un armement antiaérien rapproché changeant en deux canons Bofors de 40 mm . Le Gneiseneau est encore modifié en 1961, avec l'armement anti-sous-marin retiré et l'armement du canon principal réduit par la suppression d'une monture de 4 pouces,.

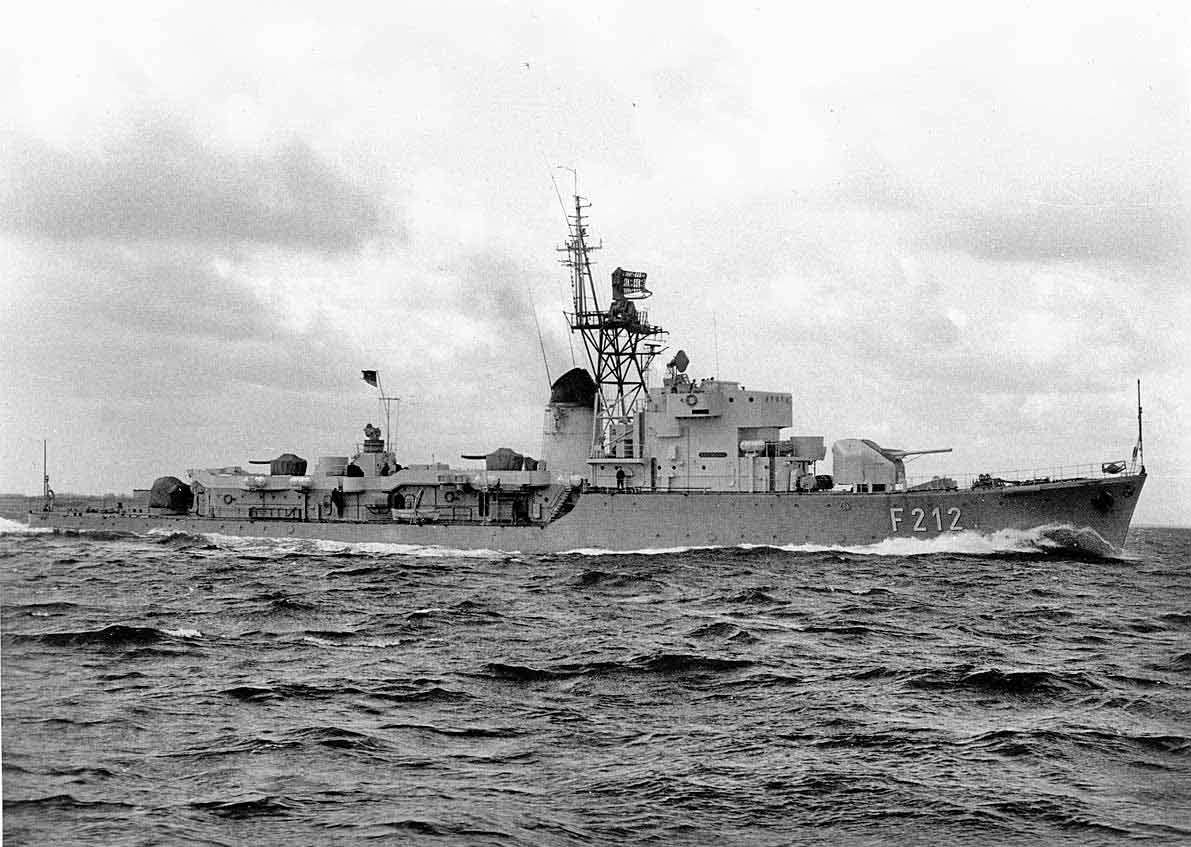
Le Gneisenau en 1967, après réarmement

À partir du 28 octobre 1962, le Gneiseneau subit un réaménagement majeur à Howaldtswerke à Kiel, avec un armement et un équipement de capteurs plus modernes rajoutés, la superstructure et les mâts du navire en cours de reconstruction. Les canons de 4 pouces et les supports Bofors de 40 mm sont retirés, avec un seul canon naval français de 100 mm à l'avant, et un armement antiaérien rapproché de quatre canons Bofors L/70 de 40 mm, jumelés et deux supports simples. Un radar de recherche aérienne néerlandais DA02 et des systèmes de contrôle de tir M40 sont installés. Le Gneisenau reprend le service après cette reconstruction le 5 mars 1964,,. En 1965, le Gneisenau devient un navire-école fixe et entre dans la réserve en 1968.
Il est désactivé le 30 septembre 1972 et est cannibalisé pour des pièces de rechange à Wilhelmshaven avant d'être vendu en octobre 1968 et mis au rebut à partir du 18 janvier 1977.

### Honneurs de bataille
- ARCTIC 1942
- SICILY 1943
- SOUTH FRANCE 1944
- NORTH SEA 1945

### Commandement
- Lieutenant Commander (Lt.Cdr.) Tristram Anthony Pack-Beresford (RN) du 8 avril 1942 au 18 janvier 1944
- Lieutenant (Lt.) Richard Penn Goodden (RN) du 18 janvier 19443 au 25 septembre 1944
- Lieutenant (Lt.) Dennis Howard Mason (RN) du 25 septembre 1944 à fin 1945